# Blow Your Mind (Mwah)
Blow Your Mind (Mwah) is een single van de Britse zangeres Dua Lipa. Het is de vierde single afkomstig van haar debuutalbum. Blow Your Mind (Mwah) werd Dua's eerste grote succes in de Amerikaanse Billboard Hot 100. Het bereikte ook de eerste plaats in de Billboard Dance Club Songs, een Amerikaanse hitlijst.

## Videoclip
De videoclip werd geregisseerd door Kinga Burza, die al eerder videoclips maakte voor Ellie Goulding en Katy Perry en ging in première op 12 september 2016. De videoclip toont Dua in gezelschap van een tiental andere meisjes. In de videoclip is er een soort manifestatie waarbij er LGBT vlaggen worden gebruikt. Voor de clip trok Lipa naar haar geboortestad Londen specifiek in de Barbican Estate. 

## Succes
In tegenstelling tot Be the One en Hotter than Hell werd Blow Your Mind (Mwah) een minder grote hit in België en Nederland. Het nummer kreeg wel enkele weken airplay bij de Belgische radio's. In het buitenland scoorde de zangeres een platina plaat in haar thuisland. Ook opmerkelijk met de single kon Lipa haar eerste top 100 notering halen in de Verenigde Staten. De single kreeg daarom ook in dat land een gouden plaat. 